# L'Affaire Wallraff (álbum)
L'Affaire Wallraff es la decimoctava banda sonora compuesta por el grupo alemán de música electrónica Tangerine Dream. Publicada en 1991 por el sello EMI France se trata de la música compuesta para la película The Man Inside dirigida en 1990 por Bobby Roth e interpretada por Jürgen Prochnow, Peter Coyote y Nathalie Baye.
Matt Hargreaves, en su crítica para AllMusic, lo califica como "un álbum cuya música es similar en estilo a las grabaciones realizadas en el sello Private Music. Buenas estructuras rítmicas combinadas con poderosas melodías que dan como resultado uno de los mejores álbumes de Tangerine Dream. Definitivamente una de sus mejores bandas sonoras en mucho tiempo."

## Producción

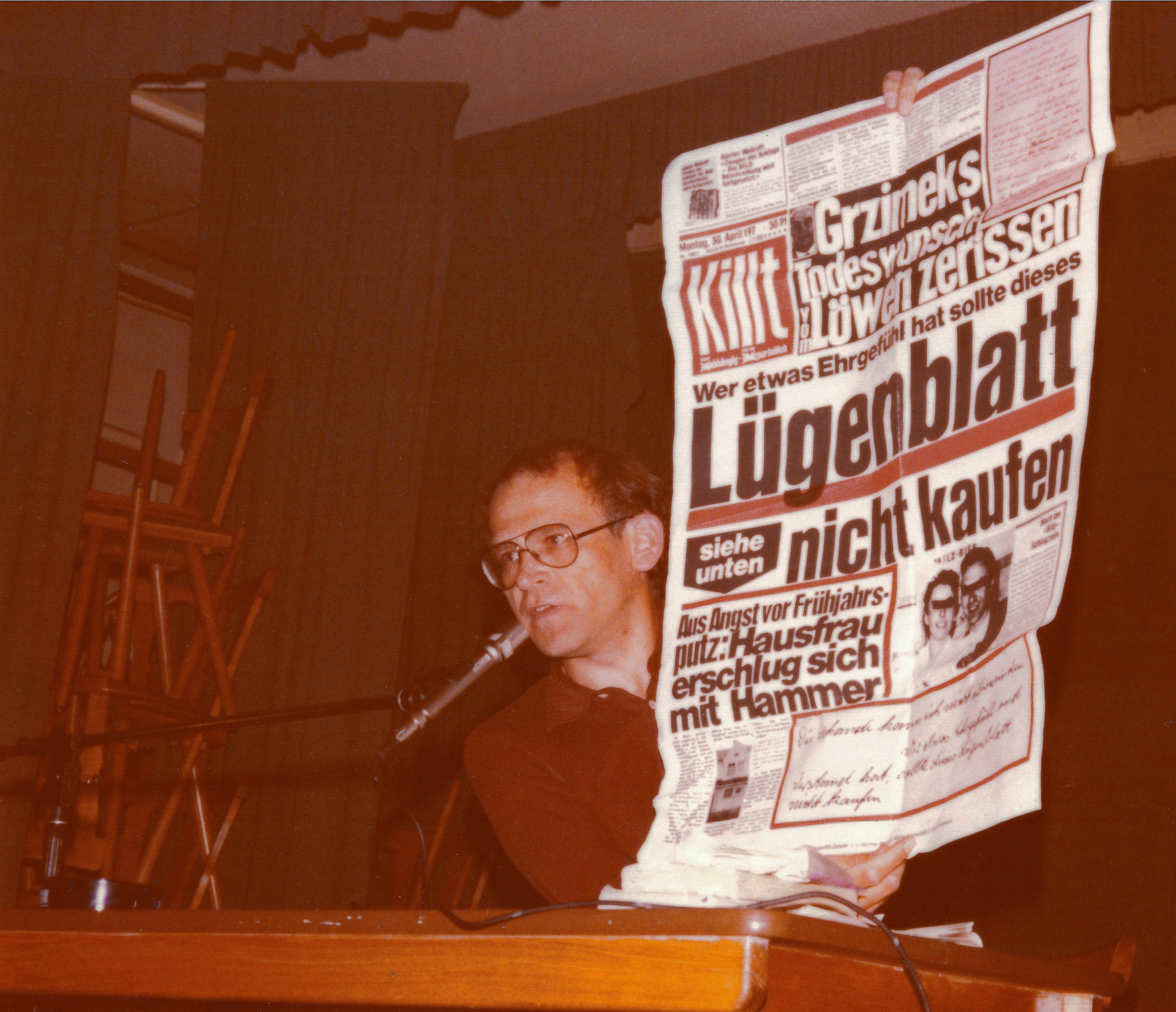
El periodista alemán Günter Wallraff, cuya investigación inspiró la película, durante una conferencia (1981)

Un periodista de investigación logra infiltrarse con una identidad falsa en la estructura de un periódico sensacionalista alemán con la intención de denunciar sus prácticas fraudulentas. La película, cuya trama está basada en la experiencia real del periodista Günter Wallraff cuando efectuó una investigación en el diario Bild, obtuvo una buena recepción comercial especialmente en Francia.
Tangerine Dream, integrado entonces por Edgar Froese y Paul Haslinger, volvieron a colaborar con el realizador estadounidense Bobby Roth para la creación de la banda sonora. Aunque inicialmente no estaba prevista su publicación discográfica la buena recepción comercial recibida por la película en Francia impulsó a EMI France, en diciembre de 1991, a realizar una edición en disco compacto. Sin embargo pronto se agotó y quedó descatalogada. Hasta la fecha se considera uno de los álbumes del grupo más exclusivos y caros objetos de coleccionismo para los aficionados al grupo.

## Lista de canciones
| N.º   | Título                       | Escritor(es)                | Duración |  |
| 1.    | «Wallraff's Theme»           | Edgar Froese Paul Haslinger | 1:36     |  |
| 2.    | «Tendency Of Love»           | Edgar Froese Paul Haslinger | 3:58     |  |
| 3.    | «Tendency Of Love»           | Edgar Froese Paul Haslinger | 4:35     |  |
| 4.    | «World Of The 'Standard'»    | Edgar Froese Paul Haslinger | 4:10     |  |
| 5.    | «Purposes Of Brevity»        | Edgar Froese Paul Haslinger | 4:30     |  |
| 6.    | «Tobel's Death By The River» | Edgar Froese Paul Haslinger | 4:22     |  |
| 7.    | «Taboo Society»              | Edgar Froese Paul Haslinger | 3:17     |  |
| 8.    | «The Drive To Hanover»       | Edgar Froese Paul Haslinger | 4:40     |  |
| 9.    | «Correlation Of Lies»        | Edgar Froese Paul Haslinger | 3:45     |  |
| 10.   | «Investigation»              | Edgar Froese Paul Haslinger | 4:16     |  |
| 11.   | «News And Morality»          | Edgar Froese Paul Haslinger | 4:45     |  |
| 43:54 |                              |                             |          |  |

## Personal
- Edgar Froese - interpretación y producción
- Paul Haslinger - interpretación y producción